# Dossenheim-sur-Zinsel

Dossenheim-sur-Zinsel este o comună în departamentul Bas-Rhin, Franța. În 1 ianuarie 2022 avea o populație de 1.047 de locuitori.